# Pérignac (Charente)
Pour les articles homonymes, voir Pérignac.
Pour l’article ayant un titre homophone, voir Peyrignac.
Pérignac est une commune du Sud-Ouest de la France, située dans le département de la Charente (région Nouvelle-Aquitaine).
Ses habitants sont les Pérignacais et les Pérignacaises.

## Géographie

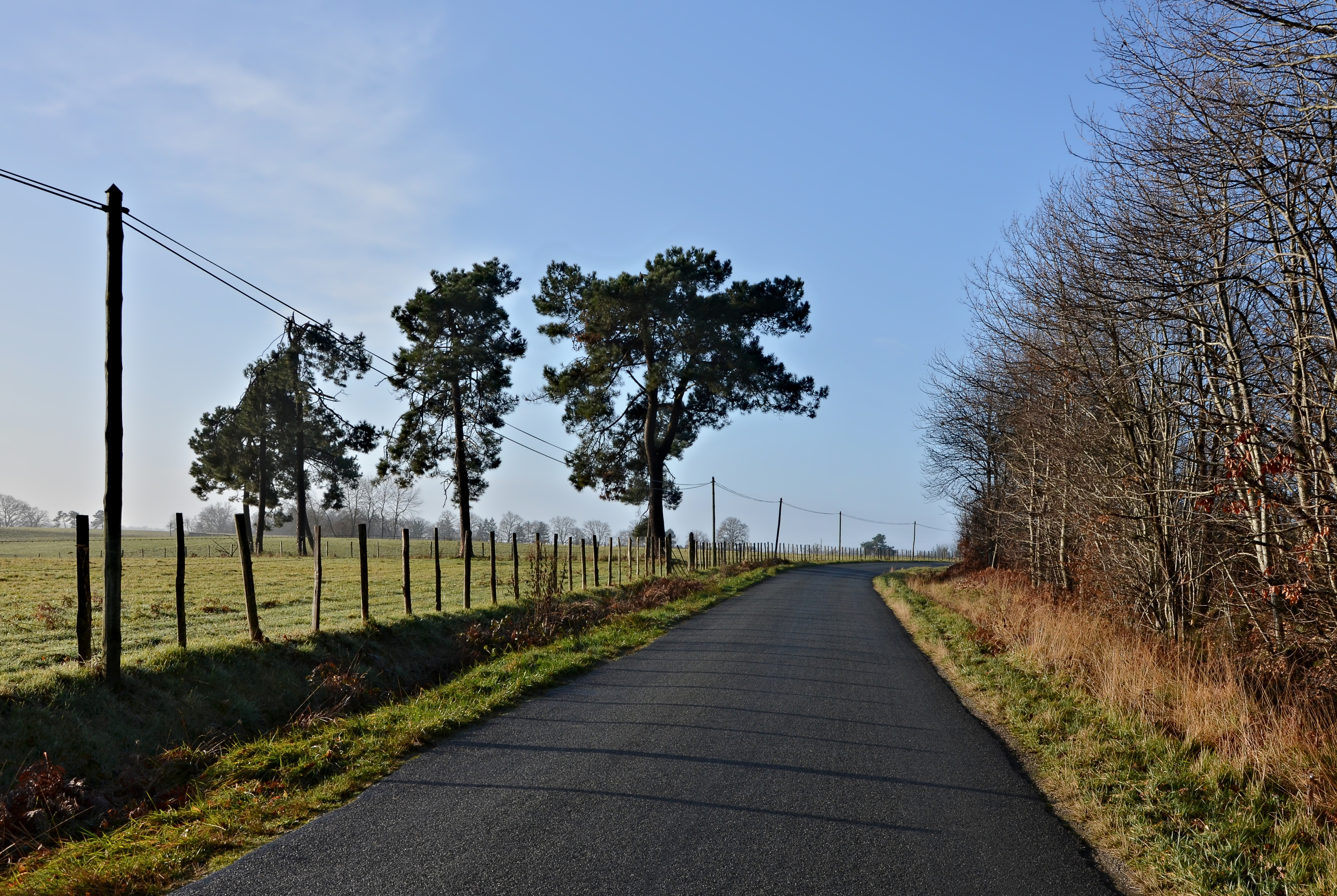
La D 46 vers Tire-Brette.

### Localisation et accès
Pérignac est une commune du Sud Charente située 4 km à l'est de Blanzac et 21 km au sud d'Angoulême.
Le bourg de Pérignac est aussi 8 km au nord-ouest de Montmoreau, 11 km au sud de Mouthiers-sur-Boëme. Il est aussi à 4 km à l'ouest de l'abbaye de Puypéroux.
À l'écart des grandes routes, Pérignac est située entre la D 5, route de Blanzac à Villebois-Lavalette, qui passe au nord, et la D 10, route de Blanzac à Montmoreau, qui passe au sud. La D 46 relie ces deux routes, et la D 54 entre Aignes et Blanzac dessert le bourg. La D 674, route d'Angoulême à Libourne, passe à 5 km à l'est du bourg.
La gare la plus proche est celle de Montmoreau, desservie par des TER à destination d'Angoulême et de Bordeaux.

### Hameaux et lieux-dits
La commune arrive aux foubourgs de Blanzac à l'ouest avec le quartier des Granges. Elle compte de nombreuses fermes formant souvent de véritables petits hameaux, comme l'Age, Chatignac ou Puytillac au sud, Lafond, le Burguet à l'ouest, etc..

### Communes limitrophes
|                       | Bécheresse | Chadurie   |
| Coteaux-du-Blanzacais | Pérignac   | Montmoreau |
|                       | Nonac      |            |

### Géologie et relief
La commune est située dans les coteaux calcaires du Bassin aquitain datant du Crétacé supérieur, comme toute la moitié sud du département de la Charente.

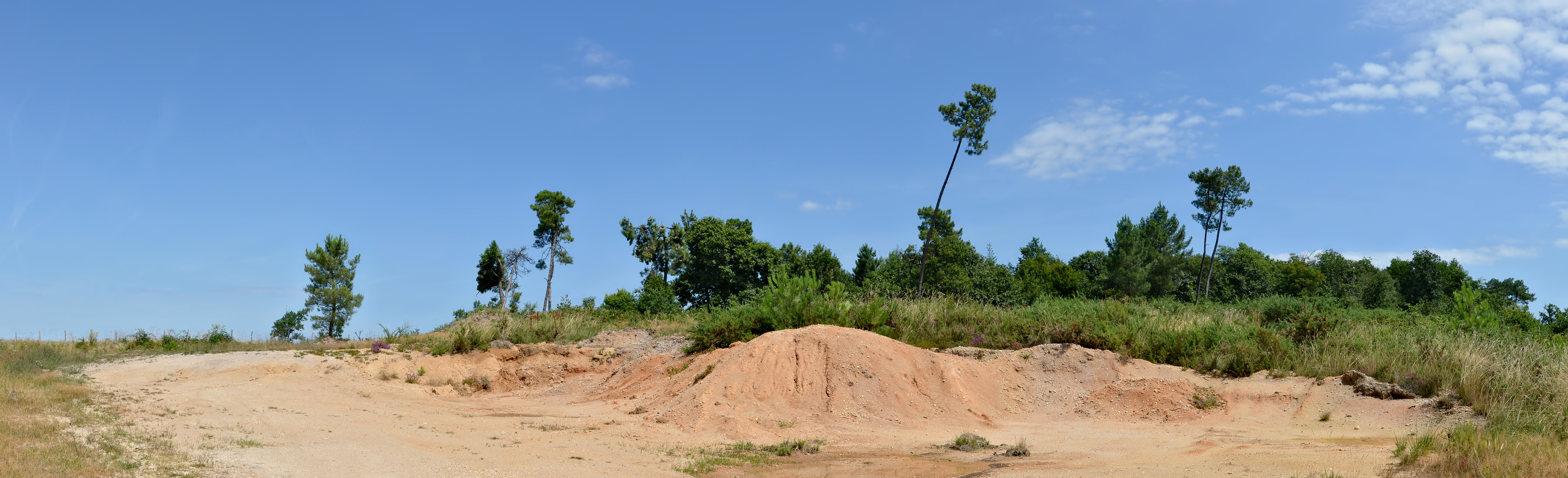
Sablière près de la D 10 au sud de la commune.

On trouve le Campanien, calcaire crayeux, sur toute la surface communale. Les crêtes au centre et au sud de la commune sont recouvertes de dépôts du Tertiaire (Lutétien et Cuisien), composés de galets, sables et argiles. Les sommets et certains flancs de vallées sont occupés par des formations de recouvrement et colluvions issues de la roche en place et datant du Quaternaire (Pléistocène),,.
La commune occupe un plateau vallonné compris entre les vallées du Né au nord et de l'Arce au sud. Le point culminant de la commune est à une altitude de 189 m, situé au mont Choix, près de la D 46 au nord-est de la commune. Le point le plus bas est à 77 m, situé près du Né à Blanzac, en limite nord-ouest. Le bourg, situé au centre de la commune près du Puy Tison, est à 163 m d'altitude.

### Hydrographie

#### Réseau hydrographique

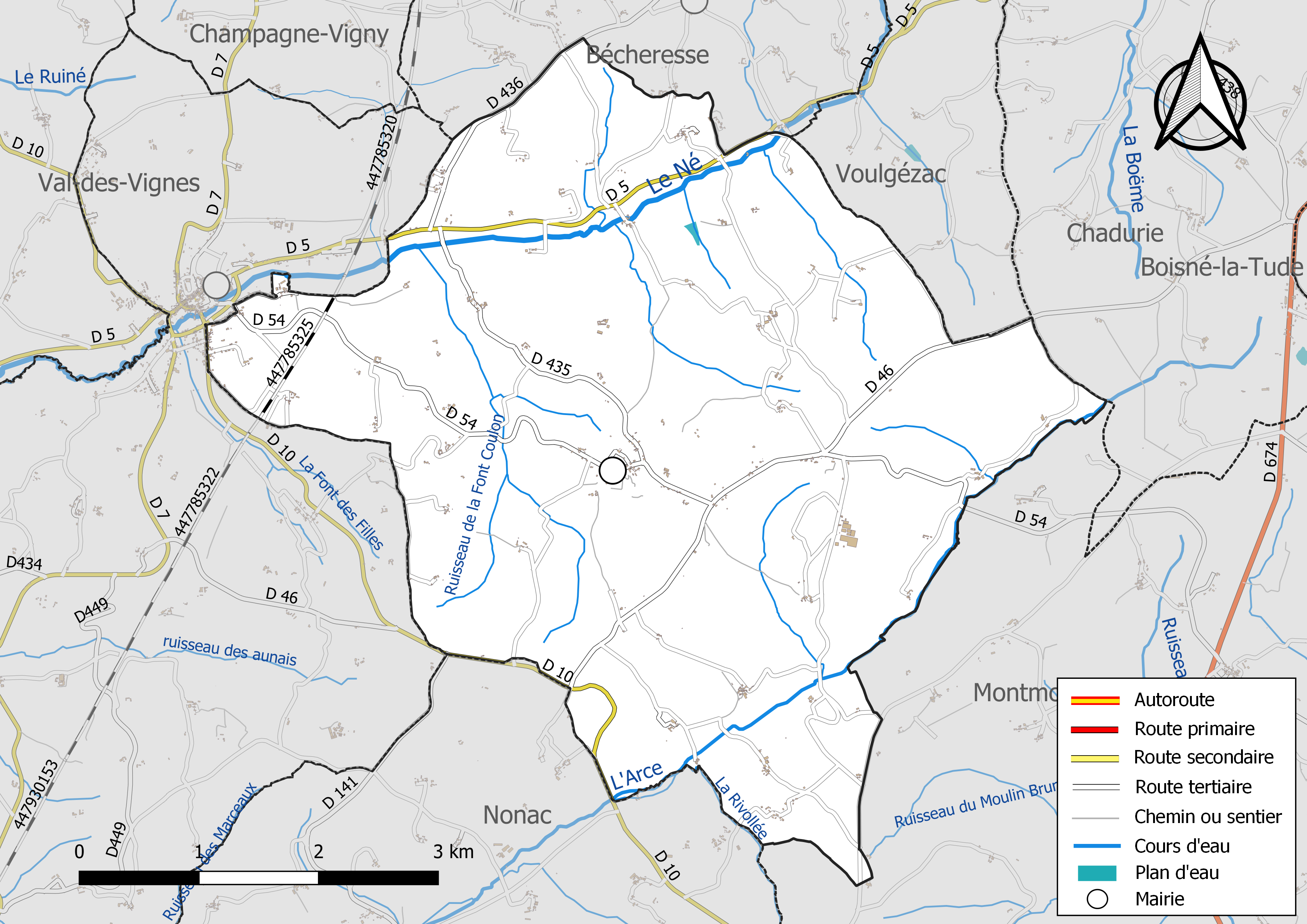
Réseaux hydrographique et routier de Pérignac.

La commune est située dans le bassin versant de la Charente et  le bassin de la Dordogne au sein du Bassin Adour-Garonne. Elle est drainée par le Né, l'Arce, la Rivollée, le ruisseau de la Font Coulon et par divers petits cours d'eau, qui constituent un réseau hydrographique de 24 km de longueur totale,.
Le Né, affluent de la Charente, traverse le nord de la commune en amont de Blanzac. L'Arce, un des affluents du Né, traverse le sud de la commune. Ces deux cours d'eau prennent leur source à peu de kilomètres à l'est de la commune.
Le Né reçoit sur sa rive gauche trois petits affluents qui naissent dans la commune, dont le ruisseau de la Font Coulon qui est le plus au sud-ouest, et dont deux ruisseaux affluents naissent au pied du bourg. Au sud, la Rivollée se jette dans l'Arce.
La commune compte aussi des sources et fontaines, dont la fontaine de Vérine, la Font du Loup, la fontaine Chauvet, etc.

#### Gestion des eaux
Le territoire communal est couvert par les schémas d'aménagement et de gestion des eaux (SAGE) « Charente » et « Isle - Dronne ». Le SAGE « Charente», dont le territoire correspond au bassin de la Charente, d'une superficie de 9 300 km2, a été approuvé le 19 novembre 2019. La structure porteuse de l'élaboration et de la mise en œuvre est l'établissement public territorial de bassin Charente. Le SAGE « Isle - Dronne», dont le territoire regroupe les bassins versants de l'Isle et de la Dronne, d'une superficie de 7 500 km2, a été approuvé le 2 août 2021. La structure porteuse de l'élaboration et de la mise en œuvre est l'établissement public territorial de bassin de la Dordogne (EPIDOR). Ils définissent chacun sur leur territoire les objectifs généraux d’utilisation, de mise en valeur et de protection quantitative et qualitative des ressources en eau superficielle et souterraine, en respect des objectifs de qualité définis dans le troisième SDAGE  du Bassin Adour-Garonne qui couvre la période 2022-2027, approuvé le 10 mars 2022.

### Climat
Comme dans les trois quarts sud et ouest du département, le climat est océanique aquitain.

## Urbanisme

### Typologie
Au 1er janvier 2024, Pérignac est catégorisée commune rurale à habitat très dispersé, selon la nouvelle grille communale de densité à 7 niveaux définie par l'Insee en 2022.
Elle est située hors unité urbaine. Par ailleurs la commune fait partie de l'aire d'attraction d'Angoulême, dont elle est une commune de la couronne,. Cette aire, qui regroupe 94 communes, est catégorisée dans les aires de 50 000 à moins de 200 000 habitants,.

### Occupation des sols
L'occupation des sols de la commune, telle qu'elle ressort de la base de données européenne d’occupation biophysique des sols Corine Land Cover (CLC), est marquée par l'importance des territoires agricoles (71,4 % en 2018), en augmentation par rapport à 1990 (70,4 %). La répartition détaillée en 2018 est la suivante : 
terres arables (45,3 %), forêts (28,3 %), zones agricoles hétérogènes (16,4 %), prairies (7,9 %), cultures permanentes (1,8 %), zones urbanisées (0,4 %). L'évolution de l’occupation des sols de la commune et de ses infrastructures peut être observée sur les différentes représentations cartographiques du territoire : la carte de Cassini (XVIIIe siècle), la carte d'état-major (1820-1866) et les cartes ou photos aériennes de l'IGN pour la période actuelle (1950 à aujourd'hui).

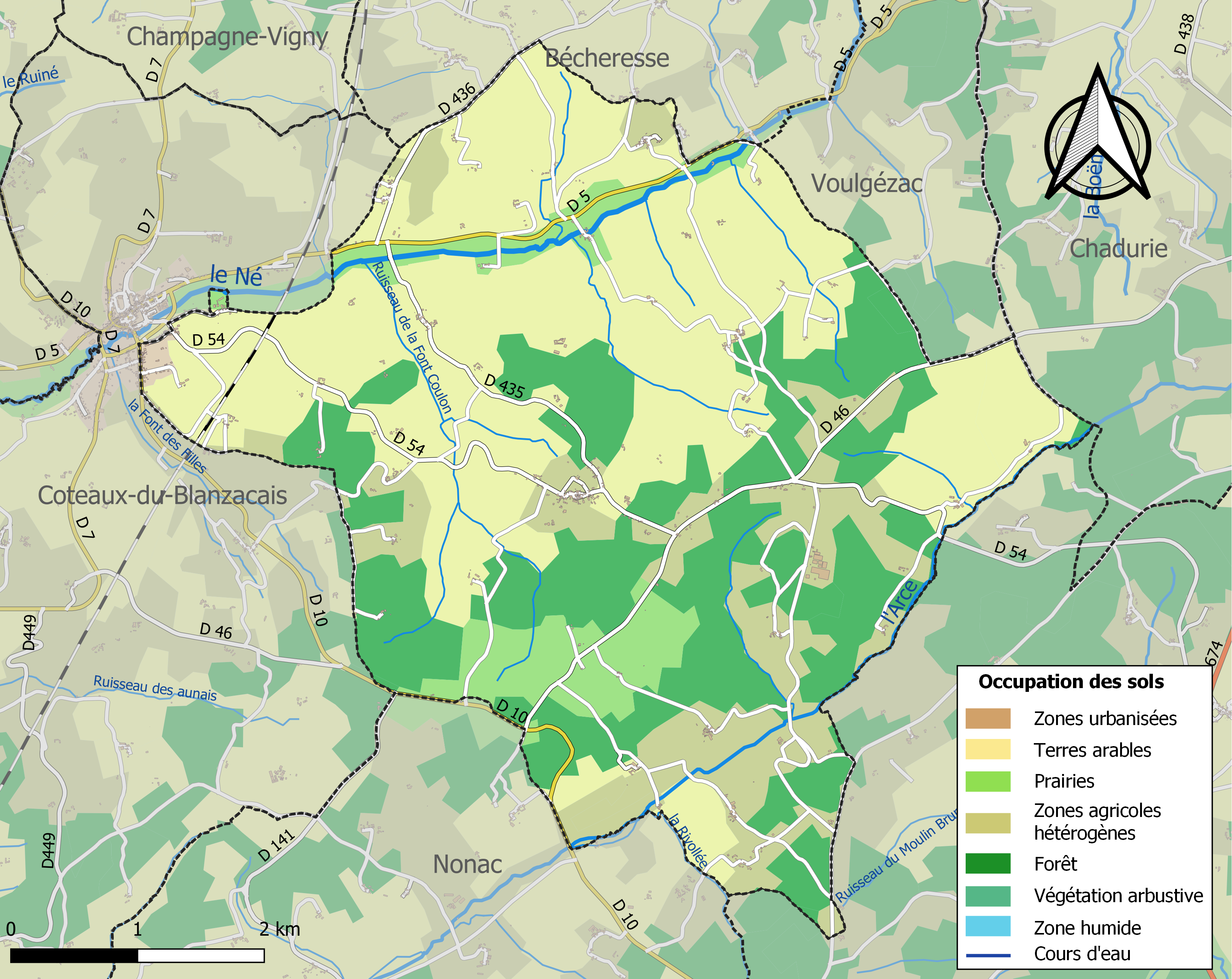
Carte des infrastructures et de l'occupation des sols de la commune en 2018 (CLC).

### Risques majeurs
Le territoire de la commune de Pérignac est vulnérable à différents aléas naturels : météorologiques (tempête, orage, neige, grand froid, canicule ou sécheresse), feux de forêts et séisme (sismicité faible). Un site publié par le BRGM permet d'évaluer simplement et rapidement les risques d'un bien localisé soit par son adresse soit par le numéro de sa parcelle.
Pérignac est exposée au risque de feu de forêt du fait de la présence sur son territoire du bois de Pérignac – Puypéroux. Un plan départemental de protection des forêts contre les incendies (PDPFCI) a été élaboré pour la période 2017-2026, faisant suite à un plan 2007-2016. Les mesures individuelles de prévention contre les incendies sont précisées par divers arrêtés préfectoraux et s’appliquent dans les zones exposées aux incendies de forêt et à moins de 200 mètres de celles-ci. L’arrêté du 3 mai 2016 règlemente l'emploi du feu en interdisant notamment d’apporter du feu, de fumer et de jeter des mégots de cigarette dans les espaces sensibles et sur les voies qui les traversent sous peine de sanctions. L'arrêté du 27 décembre 2019 rend le débroussaillement obligatoire, incombant au propriétaire ou ayant droit,,,.

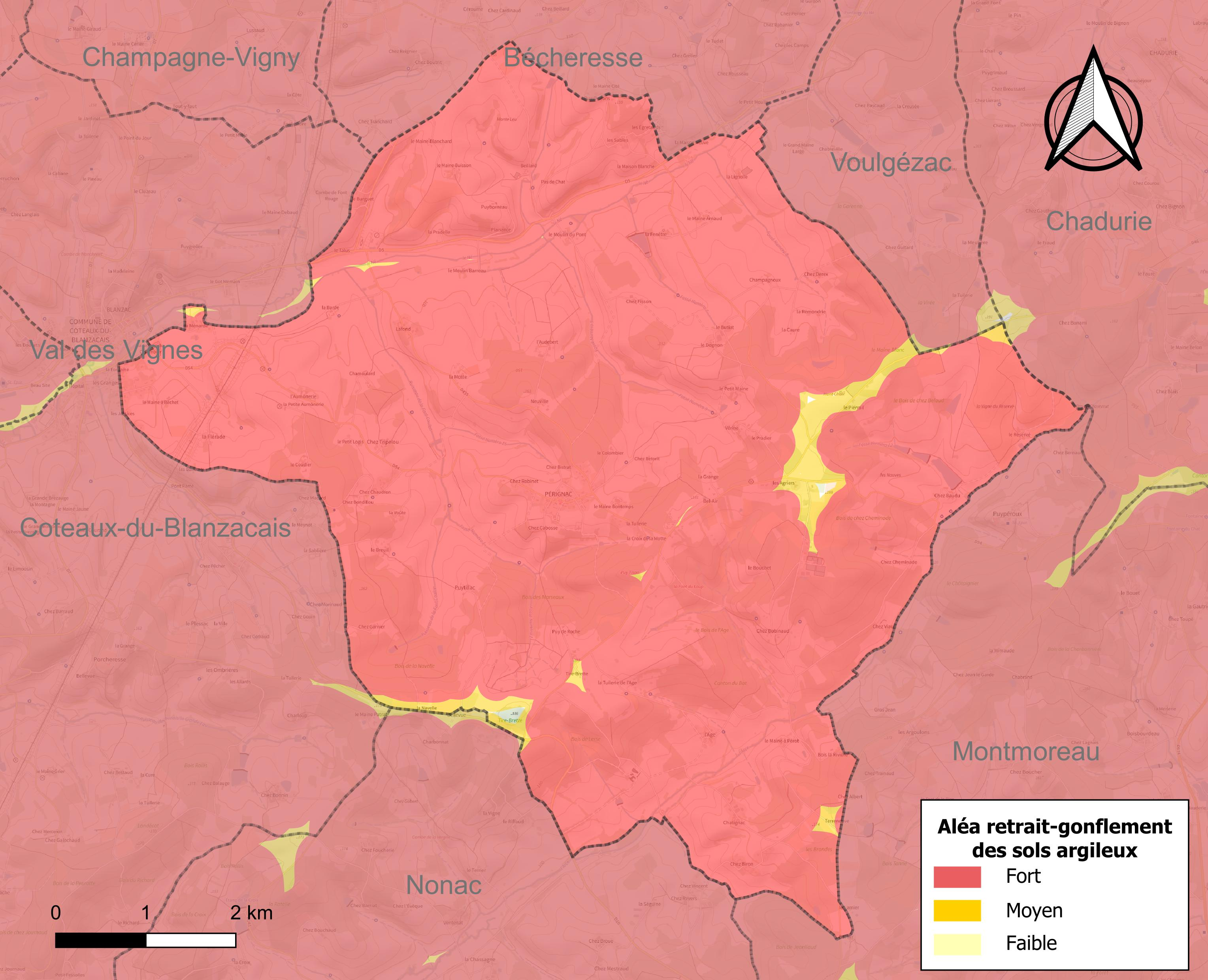
Carte des zones d'aléa retrait-gonflement des sols argileux de Pérignac.

Le retrait-gonflement des sols argileux est susceptible d'engendrer des dommages importants aux bâtiments en cas d’alternance de périodes de sécheresse et de pluie. 99,9 % de la superficie communale est en aléa moyen ou fort (67,4 % au niveau départemental et 48,5 % au niveau national). Sur les 283 bâtiments dénombrés sur la commune en 2019,  283 sont en aléa moyen ou fort, soit 100 %, à comparer aux 81 % au niveau départemental et 54 % au niveau national. Une cartographie de l'exposition du territoire national au retrait gonflement des sols argileux est disponible sur le site du BRGM,.
Par ailleurs, afin de mieux appréhender le risque d’affaissement de terrain, l'inventaire national des cavités souterraines permet de localiser celles situées sur la commune.
La commune a été reconnue en état de catastrophe naturelle au titre des dommages causés par les inondations et coulées de boue survenues en 1982, 1983, 1988 et 1999. Concernant les mouvements de terrains, la commune a été reconnue en état de catastrophe naturelle au titre des dommages causés par la sécheresse en 2003 et 2011 et par des mouvements de terrain en 1999.

## Toponymie
Les formes anciennes sont in vicaria Petriacense avant 1075, Petriniaco, Petrinhaco, Perinhaco en 1312,.
L'origine du nom de Pérignac remonterait à un nom de personne gallo-romain Patrinius auquel est apposé le suffixe -acum, ce qui correspondrait à Patriniacum, « domaine de Patrinius »,.

## Histoire
À partir du Xe siècle, Pérignac était le siège d'une viguerie, qui rendait la justice localement. Au nombre de six sous les Carolingiens, le comté d'Angoulême en comptera une vingtaine de par son extension.
Au Moyen Âge, principalement aux XIIe et XIIIe siècles, Pérignac était sur le chemin de Saint-Jacques-de-Compostelle qui passait en Charente par Nanteuil-en-Vallée, Saint-Amant-de-Boixe, Angoulême, Mouthiers, Blanzac, Puypéroux, Aubeterre. L'Aumônerie en serait l'ancien relais-étape.
L'église a été construite au XIIe siècle. Elle était le siège d'un des treize archiprêtrés de l'Angoumois.
Les registres de l'état civil se succèdent sans interruption depuis 1653.
Bien qu'il n'en reste aucun vestige, jusqu'en 1986 se dressait en lieu et place de l'actuelle salle des fêtes une dîmerie. Elle fut abimée lors de la pose d'une nouvelle charpente, qui s'écroula en causant de lourds dégâts aux murs porteurs. On décida alors de la détruire entièrement.
Au sud de la commune, le château de l'Herse (ou de Lerse) était un ancien fief qui a d'abord appartenu aux La Rochefoucauld, puis à la famille de Lubersac.
Le Breuil et la Font étaient également deux seigneuries, dont Pierre Dexmier était propriétaire au XVIe siècle. Celui-ci fut l'un des chefs les plus ardents du protestantisme en Angoumois.
Au début du XXe siècle, on pouvait trouver encore quelques petits moulins qui fabriquaient de l'huile de noix.

## Politique et administration

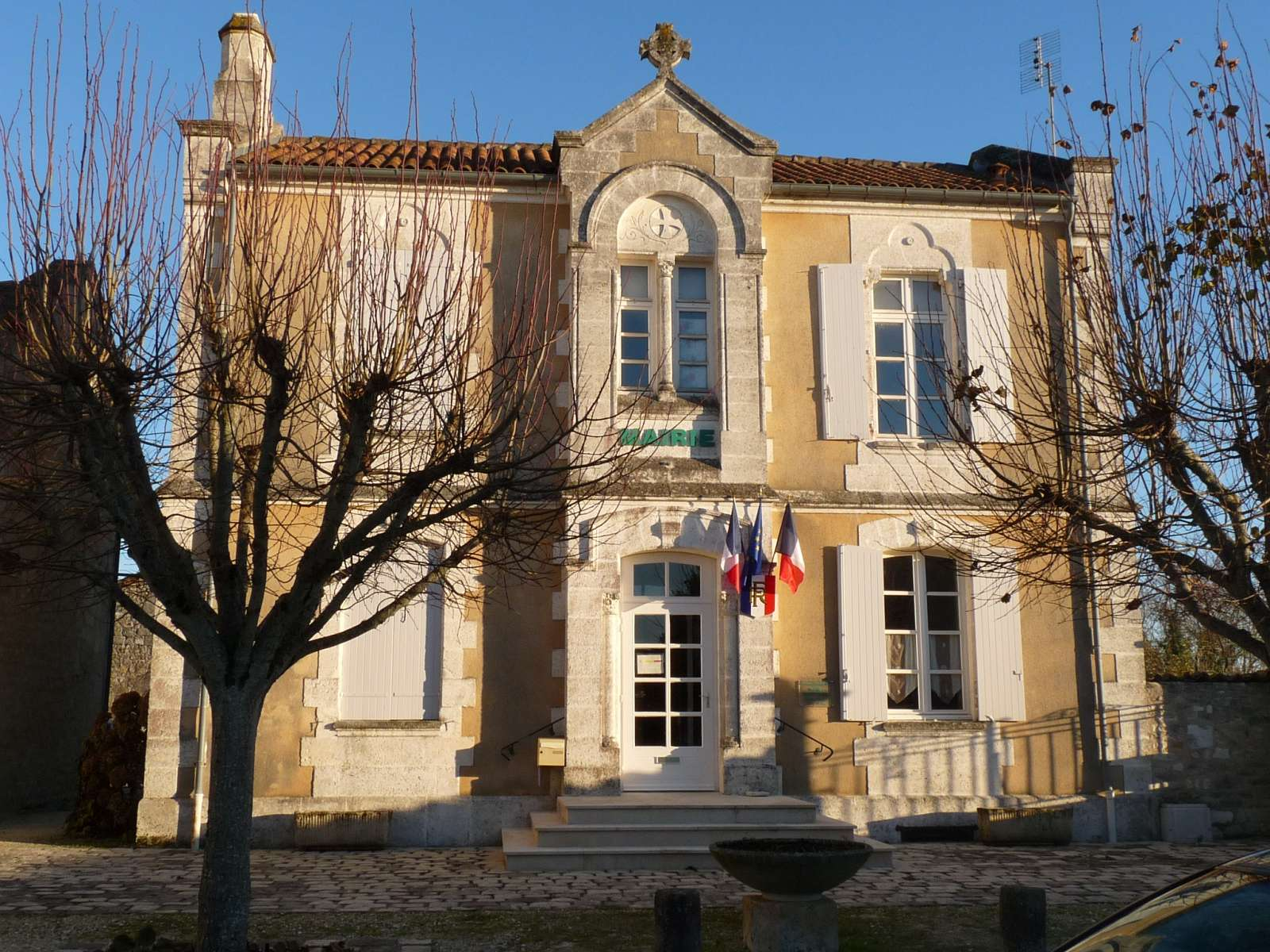
La mairie.

| Période                                  | Période  | Identité         | Étiquette | Qualité                |
| ---------------------------------------- | -------- | ---------------- | --------- | ---------------------- |
| Les données manquantes sont à compléter. |          |                  |           |                        |
| 1999                                     | 2005     | Francis Girou    |           |                        |
| 2005                                     | 2014     | Christian Matrat |           | Pilote de montgolfière |
| 2014                                     | En cours | Thierry Montenon |           | Agriculteur            |

## Démographie

### Évolution démographique
L'évolution du nombre d'habitants est connue à travers les recensements de la population effectués dans la commune depuis 1793. Pour les communes de moins de 10 000 habitants, une enquête de recensement portant sur toute la population est réalisée tous les cinq ans, les populations de référence des années intermédiaires étant quant à elles estimées par interpolation ou extrapolation. Pour la commune, le premier recensement exhaustif entrant dans le cadre du nouveau dispositif a été réalisé en 2005.

En 2022, la commune comptait 496 habitants, en évolution de +6,9 % par rapport à 2016 (Charente : −0,48 %, France hors Mayotte : +2,11 %).
| 1793  | 1800 | 1806  | 1821  | 1831  | 1841  | 1846  | 1851  | 1856 |
| ----- | ---- | ----- | ----- | ----- | ----- | ----- | ----- | ---- |
| 1 100 | 889  | 1 833 | 1 011 | 1 013 | 1 044 | 1 005 | 1 002 | 961  |

| 1861  | 1866 | 1872 | 1876 | 1881 | 1886 | 1891 | 1896 | 1901 |
| ----- | ---- | ---- | ---- | ---- | ---- | ---- | ---- | ---- |
| 1 004 | 949  | 874  | 887  | 845  | 812  | 715  | 782  | 718  |

| 1906 | 1911 | 1921 | 1926 | 1931 | 1936 | 1946 | 1954 | 1962 |
| ---- | ---- | ---- | ---- | ---- | ---- | ---- | ---- | ---- |
| 700  | 800  | 640  | 647  | 638  | 628  | 582  | 545  | 528  |

| 1968 | 1975 | 1982 | 1990 | 1999 | 2005 | 2006 | 2010 | 2015 |
| ---- | ---- | ---- | ---- | ---- | ---- | ---- | ---- | ---- |
| 501  | 467  | 430  | 475  | 485  | 508  | 518  | 507  | 470  |

| 2020 | 2022 | - | - | - | - | - | - | - |
| ---- | ---- | - | - | - | - | - | - | - |
| 494  | 496  | - | - | - | - | - | - | - |

### Pyramide des âges
La population de la commune est relativement âgée.
En 2018, le taux de personnes d'un âge inférieur à 30 ans s'élève à 25,7 %, soit en dessous de la moyenne départementale (30,2 %). À l'inverse, le taux de personnes d'âge supérieur à 60 ans est de 35,4 % la même année, alors qu'il est de 32,3 % au niveau départemental.
En 2018, la commune comptait 231 hommes pour 242 femmes, soit un taux de 51,16 % de femmes, légèrement inférieur au taux départemental (51,59 %).
Les pyramides des âges de la commune et du département s'établissent comme suit.
| Hommes | Classe d’âge | Femmes |
| ------ | ------------ | ------ |
| 0,8    | 90 ou +      | 1,2    |
| 7,5    | 75-89 ans    | 11,1   |
| 26,1   | 60-74 ans    | 24,1   |
| 24,9   | 45-59 ans    | 21,3   |
| 15,8   | 30-44 ans    | 15,8   |
| 11,6   | 15-29 ans    | 9,5    |
| 13,3   | 0-14 ans     | 17,0   |

| Hommes | Classe d’âge | Femmes |
| ------ | ------------ | ------ |
| 1      | 90 ou +      | 2,7    |
| 9,2    | 75-89 ans    | 12     |
| 20,6   | 60-74 ans    | 21,3   |
| 20,7   | 45-59 ans    | 20,3   |
| 16,8   | 30-44 ans    | 16     |
| 15,6   | 15-29 ans    | 13,4   |
| 16,1   | 0-14 ans     | 14,3   |

## Économie

### Agriculture
La viticulture occupe une partie de l'activité agricole. La commune est classée dans les Fins Bois, dans la zone d'appellation d'origine contrôlée du cognac.
La commune comporte en 2020 une douzaine d'exploitants agricoles, en particulier dans la vallée du Né.
L'un des deux plus gros producteurs français de chrysanthèmes est installé sur la commune, avec une production annuelle de quatre millions de fleurs et 120 variétés en 2020.
Un peu d'élevage compose aussi l'agriculture. Le territoire est boisé à plus de 30 %.

## Équipements, services et vie locale

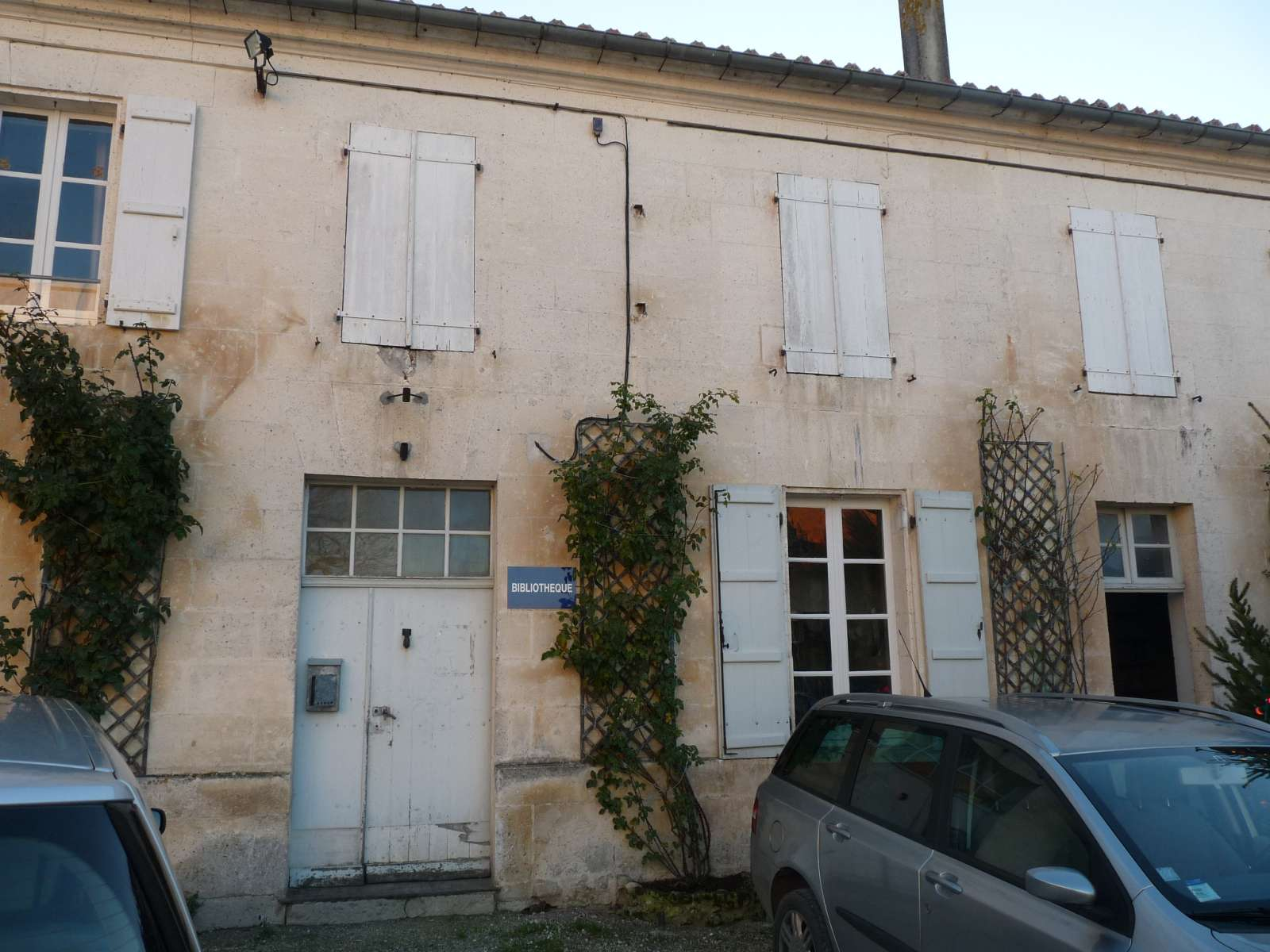
La bibliothèque et l'école.

### Enseignement
Pérignac possédait jusqu'à 2015 une école élémentaire publique comprenant deux classes,. Elle se trouvait au bourg, sur la place.
Une école privée alternative a ouvert en 2016, proposant la méthode d'enseignement Montessori et Freinet. Elle comprend en 2023 trois classes (maternelle / primaire / collège).
Le secteur du collège est Blanzac.

### Services
La commune dispose d'une bibliothèque située à côté de l'école.

## Lieux et monuments

### Patrimoine religieux
- L'église paroissiale Saint-Gervais-Saint-Protais, romane, date du XIIe siècle. Elle est classée monument historique depuis 1907[41]. Sa cloche en bronze datant de 1687 est classée à titre objet[42].

Église de Pérignac
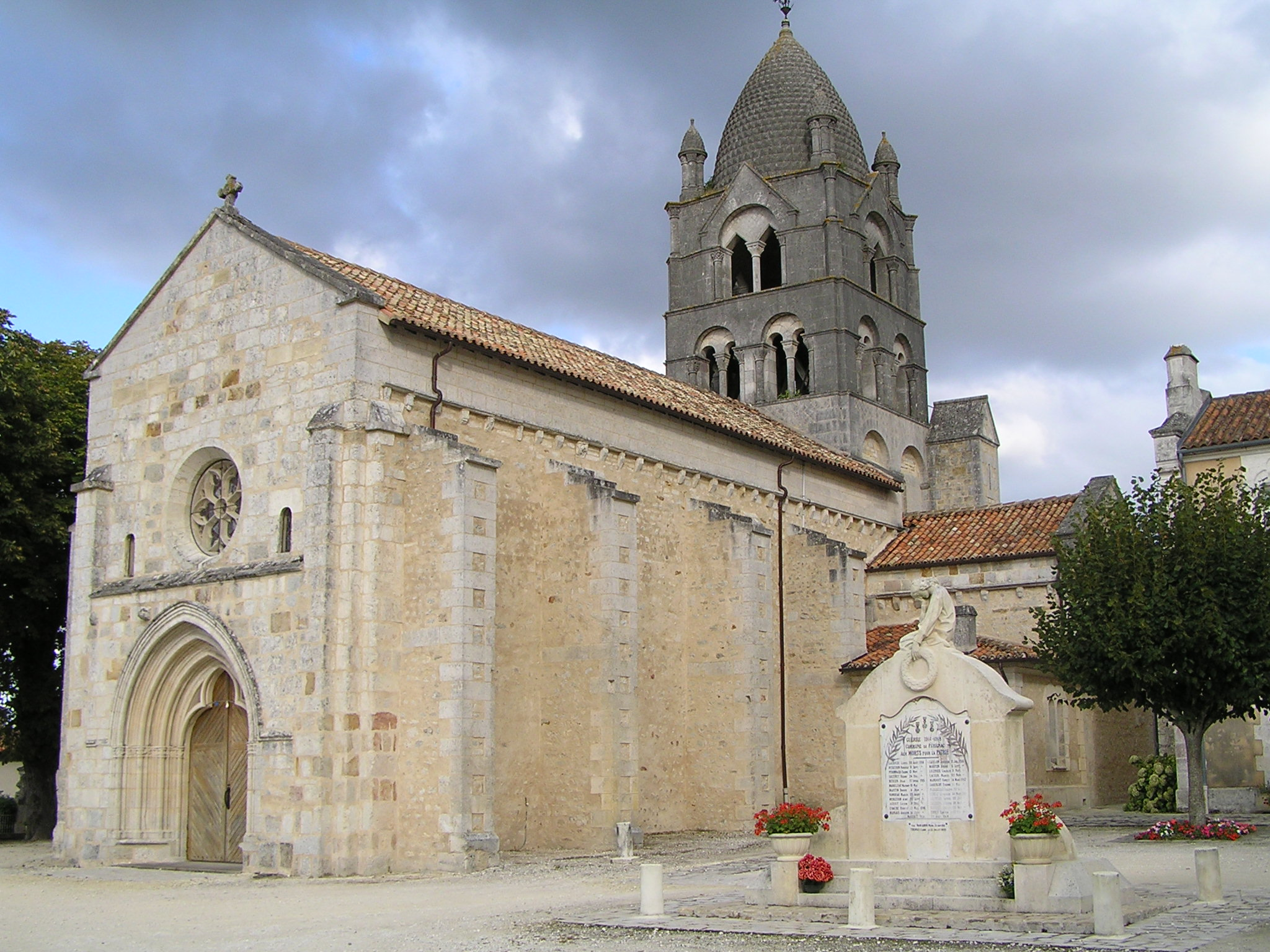
Vue d'ensemble.
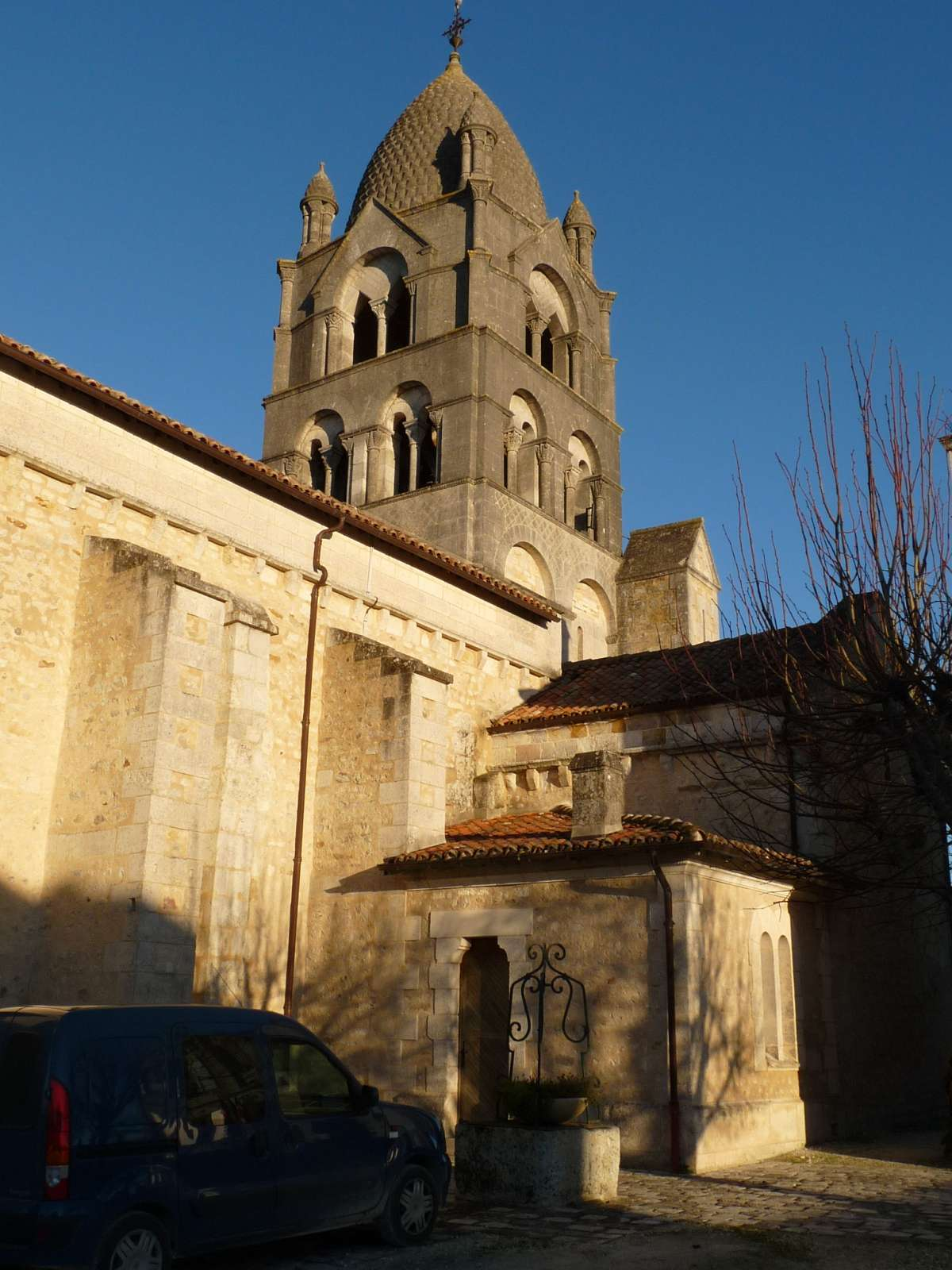
Le clocher.
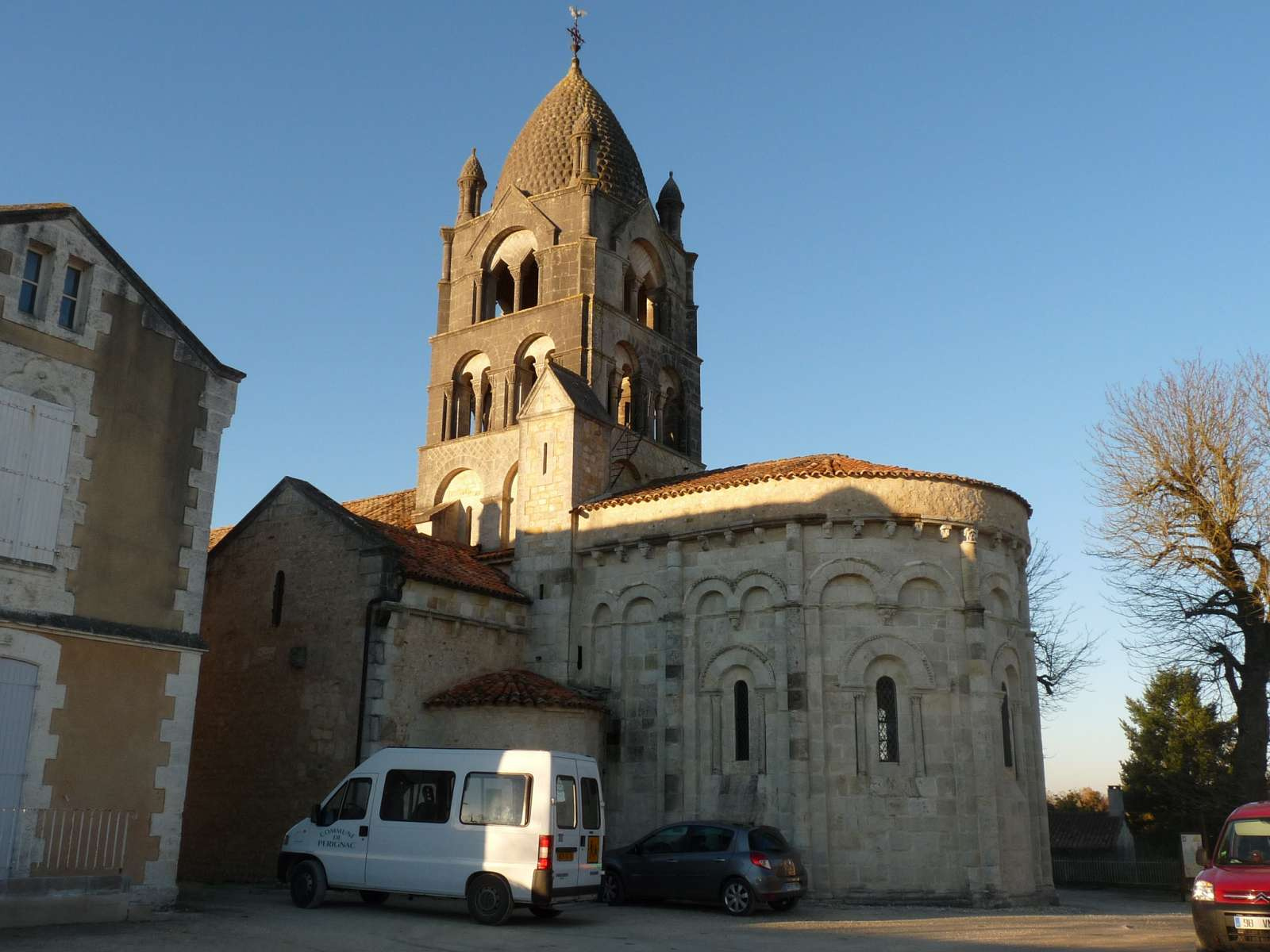
La nef.

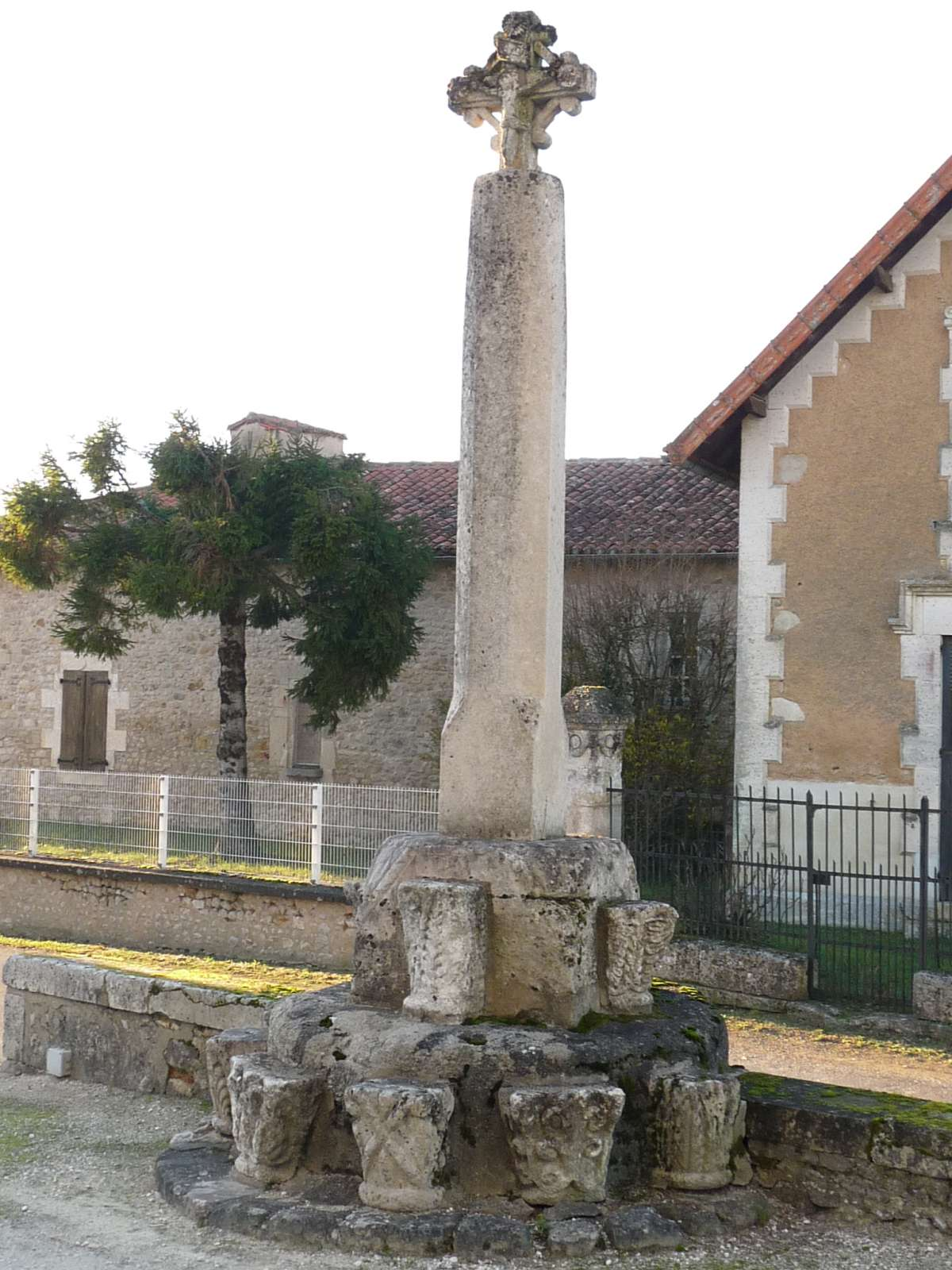
Croix de pèlerinage au bourg.

- L'Aumônerie, ancien relais-étape des pèlerins sur le chemin de Saint-Jacques[28].

### Patrimoine civil

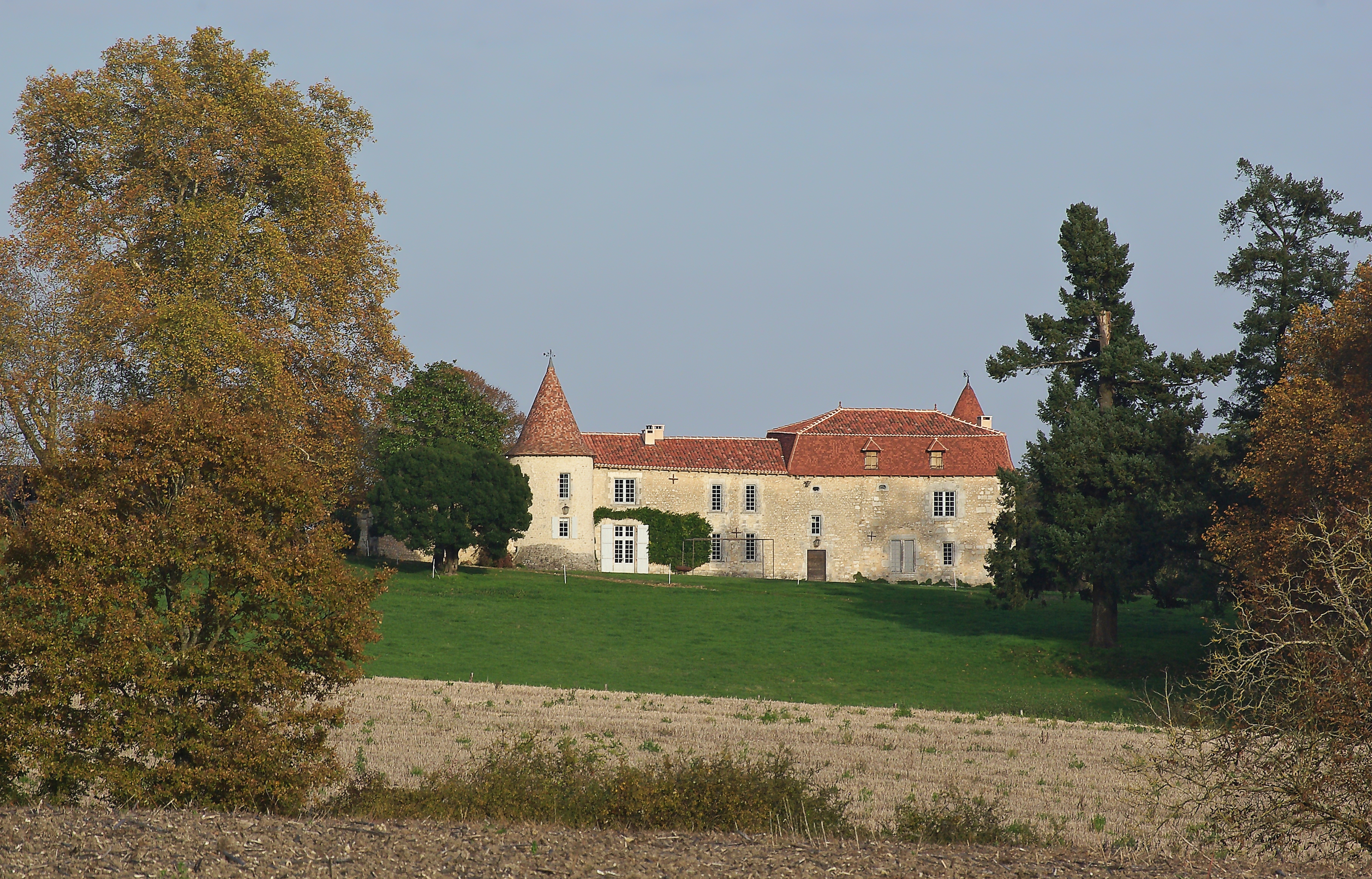
Le château de Lerse.

- Le château de Lerse[3] (aussi orthographié de l'Herse ou Lerce plus anciennement[43]) est situé au sud de la commune et tire son nom de l'Arce dont il domine la vallée. Il date de la fin du XVe et XVIe siècles. Il a d'abord appartenu aux La Rochefoucauld, puis à partir du XVe siècle, aux Desmier, aux de Lubersac jusqu'au XVIIe siècle[43], puis aux Courjac, Desgenis... Il se présente avec un corps de logis flanqué de deux tours rondes à toits pointus. L'aile orientale comprend une porte sculptée avec des meurtrières[44].
- Vestiges de trois moulins à vent.
- Anciens moulins à eau.